# Lewis Libby
I. Lewis ”Scooter” Libby, född 22 augusti 1950 i New Haven, Connecticut, är en amerikansk advokat som tjänstgjorde som stabschef för USA:s vicepresident Dick Cheney 2001–2005.
Libby och en av president George W. Bushs närmaste rådgivare och kampanjmakare Karl Rove figurerade som huvudmisstänkta för att 2003 ha röjt Valerie Plames identitet som hemlig CIA-agent till pressen, vilket är ett lagbrott. Orsaken till det var att Valerie Plames make hade kritiserat Bushadministrationens underlag för påståendet om Iraks innehav av massförstörelsevapen, dvs. en signal om att inte ifrågasätta Vita huset.  Libby åtalades den 28 oktober 2005 misstänkt för mened och försök att obstruera brottsundersökningen i fallet. Han åtalades dock inte för själva läckan. Omedelbart efter åtalet meddelade Vita huset att Libby sagt upp sig.
Den 6 mars 2007 förklarades Libby skyldig på fyra av fem åtalspunkter i den efterföljande rättegången. Han dömdes för bland annat mened och försök att obstruera brottsundersökningen till två och ett halvt års fängelse, 250 000 dollar i böter och två års övervakning. Han blev därmed den högste ämbetsman i Vita huset som dömts i en rättegång orsakad av en politisk affär sedan dåvarande nationelle säkerhetsrådgivaren John Poindexter dömdes för inblandning i Reaganadministrationens Iran-Contras-affär 20 år tidigare.
Libby överklagade domen, men en domare beslutade den 14 juni 2007 att Libby måste börja avtjäna sitt fängelsestraff medan överklagandet behandlades. Den 2 juli 2007 beslutade dock president George W. Bush att benåda Libby från hans fängelsestraff, medan bötesstraffet och övervakningsperioden fick stå kvar. Bush lät meddela att han respekterade juryns utslag men hade kommit till slutsatsen att fängelsestraffet var överdrivet. Benådningen möttes omedelbart av hård kritik från politiska motståndare. I amerikansk press har skandalen döpts till Plamegate.
Libby är författare till den historiska romanen The Apprentice (1996).